# Mecynome aenescens
Mecynome aenescens – gatunek chrząszcza z rodziny kózkowatych i podrodziny zgrzypikowych. Jedyny przedstawiciel rodzaju Mecynome.

## Zasięg występowania
Gatunek ten występuje w Meksyku, Gwatemali i Salwadorze.